# Cestrus
Cestrus (łac. Diœcesis Cestrenus) – stolica historycznej diecezji w Cesarstwie Rzymskim (prowincja Izauria), współcześnie w Turcji. Jedynym wzmiankowanym biskupem tej diecezji był Epifaniusz (V w.). Od XVIII w. katolickie biskupstwo tytularne, od 1967 bez biskupa.

## Biskupi tytularni
| Lp. | Biskup                      | Od               | Do                   |
| --- | --------------------------- | ---------------- | -------------------- |
| 1   | Wacław Hieronim Sierakowski | 30 września 1737 | 9 września 1738      |
| 2   | Pius Vidi OFMObs.           | 24 sierpnia 1886 | 28 sierpnia 1906     |
| 3   | Barnabé Piedrabuena         | 16 grudnia 1907  | 8 listopada 1910     |
| 4   | Edward Denis Kelly          | 9 grudnia 1910   | 16 stycznia 1919     |
| 5   | Johannes Scheifes           | 7 marca 1921     | 30 października 1936 |
| 6   | Antonio Macrioniti          | 9 grudnia 1936   | 28 grudnia 1936      |
| 7   | Edoardo Bresson SM          | 1 lipca 1937     | 28 kwietnia 1967     |